# Màxim d'Efes
Màxim d'Efes (grec antic: Μάξιμος ὁ Ἐφέσιος, llatí: Maximus Ephesius) va ser un filòsof neoplatònic grec mestre de l'emperador Julià l'Apòstata. Va néixer a Efes (o a Esmirna) al segle iv dins una família notable. Va estudiar filosofia pitagòrica i platònica i va obtenir gran reputació. Fou deixeble d'Edesi, qui el va recomanar a Julià. L'emperador va anar a Efes per escoltar-lo. Va ser mestre, entre d'altres, d'Eunapi, que va deixar algunes dades biogràfiques sobre Màxim a la seva obra Βίοι φιλοσόφων καὶ σοφιστῶν Vida dels filòsofs i dels sofistes. El descriu com un home amb una barba grisa que desprenia una gran harmonia quan se'l mirava o se l'escoltava. Parlava molt ràpidament, i ni tan sols els més eloqüents gosaven contradir-lo en els debats filosòfics.
Julià el va tenir en alta consideració. Va ser Màxim probablement el que va influir en l'emperador per adoptar la religió pagana. El 361 Julià el va convidar, junt amb Crisanzi de Sardes, a anar a Constantinoble. Tots dos van fer auguris per veure com els aniria el viatge, però els déus van donar signes prohibitius i hostils. Crisanzi va desistir i no va anar a Constantinoble. Màxim va voler tenir la trobada amb l'emperador i li va predir un gran èxit en la seva expedició a Pèrsia. Màxim, juntament amb Prisc un filòsof grec neoplatònic i altres sofistes i filòsofs van acompanyar Julià en aquesta expedició. Segons Ammià, quan l'emperador, ferit per una sageta, estava en el seu llit de mort, va estar discutint sobre la immortalitat de l'ànima amb Màxim i Prisc. En morir l'emperador, Màxim va ser ridiculitzat pels habitants d'Antioquia.
Valent i Valentinià I li van mantenir el favor imperial, però l'abril del 364 va ser acusat juntament amb Prisc de la bruixeria que hauria causat les febres dels dos emperadors i cridat a la capital va ser condemnat a pagar una multa. Com que no va poder pagar va ser empresonat fins a finals del 365. Durant aquest temps el van torturar, fins al punt de què va demanar verí a la seva dona per acabar amb el sofriment, però la seva dona se'l va prendre ella mateixa i va morir.
Alliberat, va poder recuperar una part de la seva propietat que havia estat confiscada. Va tornar a Constantinoble on va decidir reincorporar-se a l'ensenyança de la filosofia. El 371 va ser acusat de complicitat en una conspiració contra Valent i també de bruixeria. Va ser condemnat a mort i executat.
La Suda li atribueix Περὶ καταρχῶν o ἀπαρχῶν, De Electionum Auspiciis, un poema astrològic del qual se'n conserven 610 versos, on explica les decisions que s'han de prendre segons la posició de la lluna i les constel·lacions. Es conserven també dues cartes dirigides a Màxim, una de l'emperador Julià i l'altre de Libani.
El seu germà Claudià va ser també un filòsof de cert renom a Alexandria. Un altre germà, Nimfidià, va ensenyar filosofia a Esmirna.